# 电容去离子化
电容去离子化（英語：Capacitive de-ionization，简称CDI），是一项应用于去除水中盐分的新型技术。它可以被广泛运用于海水淡化、工农业用水除盐和生活用水除盐。

## 水处理技术概述
人口不断增长使得人类对水的需求与日俱增，而对于那些位于干旱地区的城市来说，这种需求尤为迫切。众所周知，海洋、湖泊和河流中的天然水含有各种病原微生物和有毒有机物、固体悬浮物、重金属和许多无机盐类。即使从自来水厂出厂的自来水，由于管道污染，当为用户使用时也受到不同程度的污染。为了净化这些水体，必须进行杀菌消毒、过滤固体悬浮物和脱盐处理。
常见的水处理技术包括：
1. 去除固态微粒：膜过滤、吸附等；
2. 去除有机物：吸附、紫外線殺菌、光催化等；
3. 脱盐（去除阴阳离子）：闪蒸、交换树脂、逆渗透、电渗析、纳滤等。

目前去除固体悬浮物和杀菌消毒已经有十分成熟的技术，但是广泛使用的脱盐技术还有很大的缺点。例如闪蒸能耗很大；离子交换和反渗析技术都需要很昂贵的再生工艺，而且在再生过程中会带来二次污染；电渗析（EDI）系统虽然得到商业化，但是比较费电，因为使用的电压非常高，同时还由于电解水的原因,产生出很多的气体。社会进步和能源不足使得人们在评价脱盐技术时越来越考虑成本和效率的因素。为此，非常需要开发一种节能环保的净化水技术。
电容去离子技术就是出现在传统的脱盐领域，他被认为是一种低成本、高效率和无污染的很有潜力的脱盐技术，将会在净化水领域带来一次革新。

## 电容去离子的基本原理

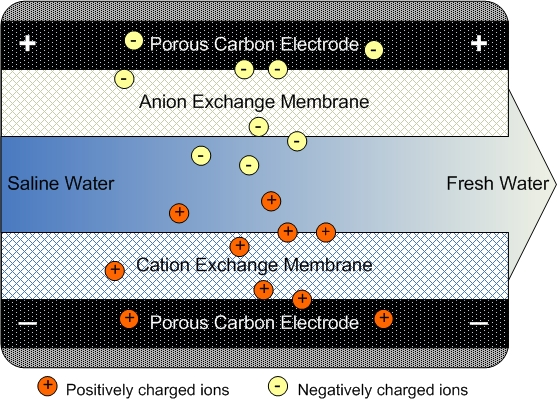
图 1. Memebrane Capcitive Deionization工作示意图。

电容去离子的基本思想是通过施加静电场强制离子向带有相反电荷的电极处移动，因此英文称之为capacitive deionization（CDI）。由于碳材料，如活性碳和碳气凝胶等制成的电极，不仅导电性能良好，而且具有很大的比表面积。若将两片活性碳材料分别作为电容器阴阳两级并在两电极之间施加一定的直流电压便会形成一个静电场。置于静电场中碳电极会在其与电解质溶液界面处产生很强的双电层。双电层能吸附并储存大量的电解质离子，并储存一定的能量。一旦除去电场，吸引的离子被释放到本体溶液中，溶液中的浓度升高。这一过程也称为“充电富集”。此种原理也被大量应用在超级电容器和电容盐度梯度发电（capacitive blue energy）中。
和传统的水溶液去离子方法相比，电容去离子具有几方面重要的优势。例如，离子交换是目前工业上从水溶液中去除阴阳离子，包括重金属和放射性同位素的主要手段，但这一过程产生大量的腐蚀性二次废水，必须经过再生装置处理。而电容去离子与离子交换不同，系统的再生不需要使用任何酸、碱和盐溶液，只是通过电极的放电完成，因此不会有额外的废物产生，也就没有污染；同蒸发这种热过程相比，电容去离子具有很高的能量利用率；和电渗析和反渗透相比，该方法还具有操作简便的优势。另外，从地下水中选择性去除Cr（VI）的初步实验表明，对水中某些微量杂质的选择性处理也是有可能实现的。
因为具有能量利用率高，污染小，易操作等优点，电容去离子可以应用在很多方面，包括家庭和工业用水软化、废水净化、海水脱盐、水溶性的放射性废物处理、核能电厂废水处理、半导体加工中高纯水的制备和农业灌溉用水的除盐等。为了尽可能的提高电容去离子化的除盐效率，我们还可以在碳电极表面附着上一层离子交换膜，也就是在阳极上加阴离子选择性渗透膜，在阴极上加阳离子选择性渗透膜，离子交换膜可以阻挡与之同性离子进入碳电极，由此改良双电层内的被吸附离子分布结构，从而吸附更多的离子（图1）。